# Храм Белых облаков
Храм Белых Облаков (кит. упр. 白云观, пиньинь Báiyún Gùan) — крупнейшее даосское святилище Пекина школы Цюаньчжэнь. Находится в районе Сичэн. Основан в 739 году (дин. Тан). Построенный из дерева сгорел в 1166 году. С тех пор неоднократно отстраивался и разрушался. На территории храмового комплекса располагается Всекитайская ассоциация даосизма, Даосская Академия, издательство и другие даосские организации.
Храм Белых Облаков был резиденцией даосского патриарха Чанчуня (1148—1227), где тот и похоронен. Мемориальный павильон над его могилой построен Инь Чжипином (кит. 尹志平, 1169—1251), преемником Чанчуня. Павильон получил называние Байюнь Гуань (в то время как вся резиденция называлась Чанчун Гун). При захвате монголами он оказался единственной сохранившейя частью от всего комплекса, и т.о. дал называние нынешнему храму.